# Kłokowo
Kłokowo – osada w Polsce położona w województwie zachodniopomorskim, w powiecie świdwińskim, w gminie Połczyn-Zdrój. Ok. 0,4 km na południowy wschód od osady znajduje się Jezioro Kłokowskie.
W latach 1975–1998 miejscowość administracyjnie należała do województwa koszalińskiego.